# Keane Lewis-Potter
Keane Lewis-Potter (Kingston upon Hull, 22 februari 2001) is een Engels voetballer die doorgaans speelt als linksbuiten. In de zomer van 2022 verruilde hij Hull City, waar hij debuteerde in het profvoetbal, voor Brentford.

## Clubcarrière

### Hull City
Lewis-Potter doorliep de jeugd van Hull City en maakte in januari 2019 in de FA Cup tegen Millwall zijn debuut in het eerste elftal. Het was dat seizoen zijn enige wedstrijd voor Hull, want in maart werd hij voor de rest van het seizoen verhuurd aan Bradford (Park Avenue), dat uitkwam in de National League. Hij speelde vijf wedstrijden voor Bradford.
Op 9 november 2019 maakte hij tegen West Bromwich Albion zijn debuut in de Championship. Later die maand scoorde hij tegen Barnsley als invaller zijn eerste doelpunt in het profvoetbal en voor Hull City. Het was een van twee treffers die hij dat seizoen in 22 optredens zou maken. Dat seizoen degradeerde Hull uit de Championship. In de League One werd Lewis-Potter definitief basisspeler en blonk hij uit met dertien goals en zes assists in 43 wedstrijden. Hull eindigde mede dankzij hem eerste en promoveerde direct terug naar de Championship. Daar behield hij zijn goede vorm en scoorde hij twaalf keer in de Championship. Daardoor werd hij door zijn medespelers, de fans én de trainer Sjota Arveladze uitgekozen tot Speler van het Jaar bij Hull. In totaal speelde hij 122 wedstrijden voor Hull, waarin hij goed was voor dertig doelpunten en elf assists.

### Brentford
Op 12 juli 2022 nam Brentford Lewis-Potter over van Hull City voor een bedrag van rond de 19 miljoen euro. Hij tekende in Londen voor zes seizoenen. Op 7 augustus maakte hij tegen Leicester City zijn debuut voor de club. Zijn eerste doelpunt scoorde hij op 23 augustus in de EFL Cup tegen Colchester United. Hij speelde slechts dertien wedstrijden in zijn eerste seizoen voor Brentford. Op 17 december 2023 scoorde hij tegen Aston Villa zijn eerste competitiedoelpunt voor Brentford en zijn eerste voor de club in zestien maanden. Hij speelde 34 wedstrijden in 2023/24 en kwam daarin tot drie goals en één assists.
Door langdurige blessures bij backs Rico Henry en Aaron Hickey speelde Lewis-Potter in zijn derde seizoen veel als linksback. Op 4 januari 2025 scoorde hij vanaf die positie in de 0-5 overwinning op Southampton.

## Clubstatistieken
| Seizoen | Club          | Competitie            | Competitie | Competitie | Beker | Beker | Overig | Overig | Totaal | Totaal |
| Seizoen | Club          | Competitie            | Wed.       | Dlp.       | Wed.  | Dlp.  | Wed.   | Dlp.   | Wed.   | Dlp.   |
| ------- | ------------- | --------------------- | ---------- | ---------- | ----- | ----- | ------ | ------ | ------ | ------ |
| 2018/19 | Hull City     | Championship          | 0          | 0          | 1     | 0     | —      | —      | 1      | 0      |
| 2018/19 | → Bradford PA | National League North | 5          | 0          | 0     | 0     | —      | —      | 5      | 0      |
| 2019/20 | Hull City     | Championship          | 21         | 2          | 1     | 0     | —      | —      | 22     | 2      |
| 2020/21 | Hull City     | League One            | 43         | 13         | 8     | 2     | —      | —      | 51     | 15     |
| 2021/22 | Hull City     | Championship          | 46         | 12         | 2     | 1     | —      | —      | 48     | 13     |
| 2022/23 | Brentford     | Premier League        | 10         | 0          | 3     | 1     | —      | —      | 13     | 1      |
| 2023/24 | Brentford     | Premier League        | 30         | 3          | 4     | 0     | —      | —      | 34     | 3      |
| 2024/25 | Brentford     | Premier League        | 20         | 1          | 4     | 1     | —      | —      | 24     | 2      |
| Totaal  | Totaal        | Totaal                | 175        | 31         | 23    | 5     | 0      | 0      | 198    | 36     |

Bijgewerkt op 8 januari 2025.

## Interlandcarrière
Lewis-Potter speelde in 2022 onder Lee Carsley vier wedstrijden voor het Engels voetbalelftal onder 21, waarin hij eenmaal tot scoren kwam.
1 Flekken ·
2 Hickey ·
3 Henry ·
4 Van den Berg ·
5 Pinnock ·
6 Nørgaard  ·
7 Schade ·
8 Jensen ·
9 Thiago ·
10 Dasilva ·
11 Wissa ·
12 Valdimarsson ·
13 Cox ·
14 Carvalho ·
16 Mee ·
18 Jarmolioek ·
19 Mbeumo ·
20 Ajer ·
21 Meghoma ·
22 Collins ·
23 Lewis-Potter ·
24 Damsgaard ·
26 Konak ·
27 Janelt ·
28 Trevitt ·
30 Roerslev ·
32 Maghoma ·
36 Kim ·
39 Nunes ·
Coach: Frank
· Assistent-coach: O'Connor
· Assistent-coach: Nørgaard
· Assistent-coach: Cochrane